# Operace Excess
Operace Excess byla jednou z námořních operací druhé světové války ve Středozemním moři při které došlo ke střetu mezi spojeneckými jednotkami a jednotkami Osy. Operace se uskutečnila mezi 6. a 12. lednem 1941 a jejím cílem bylo dopravit několik konvojů na Maltu, do Řecka a Alexandrie.

## Svaz H
Dne 6. ledna vyplul z Gibraltaru konvoj 4 lodí MC 4. Z nich jedna směřovala na Maltu a tři do Řecka. Krytí tomuto konvoji poskytoval Svaz H pod velením admirála Somervilla.
Svaz H vyplul z Gibraltaru 7. ledna a skládal se z letadlové lodě HMS Ark Royal, bitevního křižníku HMS Renown, bitevní lodě HMS Malaya, křižníku HMS Sheffield a 6 torpédoborců.
Dne 9. ledna v 13:50 na Svaz H zaútočilo 10 italských bombardérů SM.79. Nepodařil se jim žádný zásah a 2 byly sestřeleny.
10. ledna ráno, když se Svaz H přiblížil Sicilskému průlivu předal konvoj Renoufovu svazu B a obrátil zpět k Gibraltaru.

## Středomořské loďstvo
7. ledna vyplul z Alexandrie konvoj MW 5.5, který tvořily dvě lodě směřující na Maltu, na který měl navázat konvoj ME 5.5 z Malty do Alexandrie, který tvořilo 8 prázdných lodí. Krytí tomuto konvoji poskytovalo Středomořské loďstvo. Středomořskému loďstvu velel admirál Cunningham. Bylo složeno z letadlové lodě HMS Illustrious, bitevních lodí HMS Warspite, HMS Valiant a 7 torpédoborců.
9. ledna konvoj MW 5.5 v pořádku doplul na Maltu.
10. ledna ráno konvoj MW 6 napadly italské torpédovky Vega a Spica, nepovedl se jim žádný zásah a křižník HMS Bonaventure spolu s torpédoborcem HMS Hereward potopily Vegu a Spicu zahnaly na útěk.
Krátce poté najel torpédoborec HMS Gallant na minu, která mu odtrhla přední část skoro až k můstku. Byl odtažen na Maltu, ale už se ho nikdy nepodařilo opravit.
V 12:35 začal útok 5 italských a 40 německých letadel Ju 87. Letadlová loď Illustrious byla zasažena 6 pumami a musela odplout na Maltu k pohotovostním opravám. Zasažena byla i bitevní loď Warspite do příďové nástavby.
Druhá vlna německých letadel (15 Ju 87 a 5 messerschmittů) napadla opět Illustrious a dosáhla jednoho zásahu. Na letové palubě bylo celkem zničeno 9 Swordfishů a 5 Fulmarů, zemřelo 129 mužů a 91 bylo zraněno.

## Svaz B
Další konvoj tvořily křižníky HMS Gloucester a HMS Southampton za doprovodu dvou torpédoborců, které přepravovaly britské vojáky na Maltu. Tomuto svazu B velel kontradmirál E. de F. Renouf.
8. ledna večer vylodily 500 vojáků a pilotů na Maltě.
9. ledna v 9:30 se připojily k Svazu H, od které později převzaly konvoj MC 4. Ten doprovodily na Maltu a připojily se ke konvoji ME 5.5. Poté doprovázely poškozený Gallant na Maltu.
11. ledna v 15:00 v době, kdy doprovázely konvoj MC 6 z Alexandrie do Pirea, je našla vlna německých letadel Ju 87. Gloucester byl zasažen jednou pumou a Southampton zasáhly dvě. Po čtyřech hodinách se Southampton potopil i s 80 členy posádky na palubě.
12. ledna doplul konvoj MC 6 do Pirea, čímž operace Excess skončila. Žádná z dopravních lodí nebyla ztracena.

## Závěr
Letadlová loď Illustrious byla na Maltě opravována do 23. ledna, kdy odplula do Alexandrie. Po celou dobu na Maltě byla cílem leteckých útoků, které způsobily jak v přístavu tak ve městě mnoho škod. Z Alexandrie proplula Suezským průplavem do Spojených států, kde byla 10 měsíců opravována.
Při útocích na konvoje se představili piloti X. leteckého sboru pod velením generála Gieslera, který byl z Norska přesunuti do jižní Itálie a na Sicílii.
Britům se sice podařilo dopravit všechny konvoje do cíle, ale ztráty, které utrpěli, byly nepříjmnou předzvěstí italsko-německé spolupráce ve Středozemním moři.